# Turn- und Sportgemeinschaft 1899 Hoffenheim 2014-2015 (femminile)
Questa voce raccoglie le informazioni riguardanti la squadra femminile del Turn- und Sportgemeinschaft 1899 Hoffenheim nelle competizioni ufficiali della stagione 2014-2015.

## Divise e sponsor
La grafica era la stessa dell'Hoffenheim maschile. Il main sponsor, a differenza della maglia del maschile, era adViva mentre lo sponsor tecnico, fornitore delle tenute da gioco, era Lotto.
| Casa | Trasferta | Terza divisa |

## Organigramma societario
Tratto dal sito ufficiale, aggiornato al 22 marzo 2015.
Area tecnica
- Allenatore: Jürgen Ehrmann
- Vice allenatore: Jürgen Grimm
- Preparatore dei portieri: Brian Heilig
- Preparatori atletici: Manuel Ruep, Anette Alvaredo
- Medici sportivi: Jutta Bletzer, Thomas Ferbert
- Fisioterapisti: Waldemar Losert, Hendrik Wahl

## Rosa
Rosa, ruoli e numeri di maglia come da sito ufficiale, aggiornati al 22 marzo 2015, integrati dal sito della Federcalcio tedesca (DFB).
| N. |                     | Ruolo | Calciatrice         |
| -- | ------------------- | ----- | ------------------- |
| 1  | Croazia (bandiera)  | P     | Martina Tufeković   |
| 2  | Germania (bandiera) | D     | Lena Weiss          |
| 4  | Germania (bandiera) | D     | Kristin Demann      |
| 5  | Germania (bandiera) | D     | Madita Giehl        |
| 6  | Germania (bandiera) | A     | Silvana Chojnowski  |
| 7  | Svizzera (bandiera) | C     | Martina Moser       |
| 8  | Germania (bandiera) | C     | Christine Schneider |
| 9  | Germania (bandiera) | D     | Johanna Kaiser      |
| 10 | Germania (bandiera) | A     | Sabine Stoller      |
| 11 | Ungheria (bandiera) | A     | Dóra Zeller         |
| 12 | Germania (bandiera) | C     | Stephanie Breitner  |
| 13 | Germania (bandiera) | C     | Julia Uhde          |
| 14 | Germania (bandiera) | A     | Lina Bürger         |
| 15 | Germania (bandiera) | A     | Leonie Keilbach     |
| 17 | Germania (bandiera) | C     | Emily Evels         |

| N. |                     | Ruolo | Calciatrice      |
| -- | ------------------- | ----- | ---------------- |
| 18 | Germania (bandiera) | C     | Anne Fühner      |
| 19 | Germania (bandiera) | D     | Judith Steinert  |
| 20 | Germania (bandiera) | C     | Theresa Betz     |
| 21 | Germania (bandiera) | D     | Leonie Pankratz  |
| 22 | Germania (bandiera) | C     | Katharina Kiel   |
| 25 | Germania (bandiera) | P     | Kristina Kober   |
| 27 | Germania (bandiera) | C     | Franziska Harsch |
| 28 | Germania (bandiera) | C     | Tabea Waßmuth    |
| 30 | Germania (bandiera) | C     | Vanessa Wahlen   |
| 31 | Germania (bandiera) | P     | Alisa Vetterlein |
| 32 | Germania (bandiera) | D     | Tamar Dongus     |
| 33 | Germania (bandiera) | A     | Fabienne Dongus  |
|    | Germania (bandiera) | D     | Janina Müller    |
|    | Germania (bandiera) | C     | Michelle Beyrer  |

## Calciomercato

### Sessione estiva
| Acquisti | Acquisti       | Acquisti        | Acquisti   |
| R.       | Nome           | da              | Modalità   |
| -------- | -------------- | --------------- | ---------- |
| D        | Johanna Kaiser | Magdeburger FFC | definitivo |
| C        | Vanessa Wahlen | MSV Duisburg    | definitivo |
| A        | Dóra Zeller    | Ferencváros     | definitivo |

| Cessioni | Cessioni          | Cessioni      | Cessioni                       |
| R.       | Nome              | a             | Modalità                       |
| -------- | ----------------- | ------------- | ------------------------------ |
| D        | Selina Hünerfauth | Niederkirchen | definitivo                     |
| C        | Selina Häfele     | Hoffenheim II | aggregata alla squadra riserve |
| C        | Janina Meißner    | SGS Essen     | definitivo                     |
| A        | Tiffany Cameron   | Ottawa Fury   | definitivo                     |
| A        | Annika Eberhardt  | Hoffenheim II | aggregata alla squadra riserve |
| A        | Mana Iwabuchi     | Bayern Monaco | definitivo                     |

### Sessione invernale
| Acquisti         | Acquisti | Acquisti | Acquisti |
| R.               | Nome     | da       | Modalità |
| ---------------- | -------- | -------- | -------- |
|                  |          |          |          |
| Altre operazioni |          |          |          |
| R.               | Nome     | da       | Modalità |
|                  |          |          |          |

| Cessioni         | Cessioni       | Cessioni       | Cessioni |
| R.               | Nome           | a              | Modalità |
| ---------------- | -------------- | -------------- | -------- |
|                  |                |                |          |
| Altre operazioni |                |                |          |
| R.               | Nome           | da             | Modalità |
| C                | Sabine Stoller | Colorado Pride |          |

## Risultati

### Frauen-Bundesliga

#### Girone di andata
| Arbitro: | Lohmeyer (Holtland) |

|                  |           |            |
| Petzelberger 60’ | Marcatori | 27’ Zeller |

| Arbitro: | Haider (Roth) |

|  |           |                  |
|  | Marcatori | 2’ (aut.) Demann |

| Arbitro: | Schultz (Wolfsburg) |

|                                     |           |  |
| Abbé 21’ Bürki 81’ Schnaderbeck 84’ | Marcatori |  |

| Arbitro: | Appelmann (Sörgenloch) |

|              |           |  |
| Pankratz 40’ | Marcatori |  |

| Arbitro: | Derlin (Bad Schwartau) |

|                                         |           |  |
| Nagasato 2’ Šimić 18’ (rig.) Wesely 75’ | Marcatori |  |

| Arbitro: | Kurtes (Düsseldorf) |

|            |           |  |
| Demann 55’ | Marcatori |  |

| Arbitro: | Rafalski (Baunatal) |

|            |           |           |
| Julien 39’ | Marcatori | 73’ Moser |

| Arbitro: | Baitinger (Friesenheim) |

|                              |           |  |
| Fuhner 19’, 49’ Breitner 47’ | Marcatori |  |

| Arbitro: | Lohmeyer (Holtland) |

|            |           |                                  |
| Wolf 90+2’ | Marcatori | 53’ Betz 58’ F. Dongus 89’ Moser |

| Arbitro: | Westerhoff (Bochum) |

|            |           |                                                                  |
| Demann 19’ | Marcatori | 5’ Marozsán 10’ Šašić 17’, 31’ Garefrekes 22’ Huth 72’, 86’ Andō |

| Arbitro: | Baitinger (Friesenheim) |

|            |           |  |
| Arnold 16’ | Marcatori |  |

#### Girone di ritorno
| Arbitro: | Diekmann (Essen) |

|               |           |            |
| F. Dongus 41’ | Marcatori | 57’ Panfil |

| Arbitro: | Biehl (Siesbach) |

|                                     |           |  |
| Goeßling 26’ Wensing 34’ Müller 54’ | Marcatori |  |

| Arbitro: | Wozniak (Herne) |

|              |           |                          |
| Breitner 23’ | Marcatori | 21’ Stengel 68’ Beckmann |

| Arbitro: | Wolk (Worms) |

|  |           |                                            |
|  | Marcatori | 2’ Zeller 13’ Steinert 41’ Evels 75’ Moser |

| Arbitro: | Westerhoff (Bochum) |

|              |           |                            |
| Demann 90+1’ | Marcatori | 52’ Kemme 75’, 90+1’ Evans |

| Arbitro: | Wacker (Lehrensteinsfeld) |

|                             |           |                        |
| Veth 17’, 30’ Zirnstein 69’ | Marcatori | 26’ Evels 45+1’ Demann |

| Arbitro: | Baitinger (Friesenheim) |

|                |           |              |
| Chojnowski 37’ | Marcatori | 51’ Hartmann |

| Arbitro: | Lohmeyer (Holtland) |

|                        |           |                                     |
| Ronzetti 15’ Nesse 69’ | Marcatori | 20’ Chojnowski 43’ Fuhner 73’ Moser |

| Arbitro: | Biehl (Siesbach) |

|                            |           |             |
| Evels 55’ Stoller 67’, 76’ | Marcatori | 82’ Freutel |

| Arbitro: | Appelmann (Alzey) |

|                                        |           |  |
| Šašić 5’ Marozsán 24’ Boquete 60’, 72’ | Marcatori |  |

| Arbitro: | Heimann (Gladbeck) |

|                     |           |                        |
| Chojnowski 33’, 58’ | Marcatori | 62’ Kayikçi 72’ Starke |

### DFB-Pokal
| Arbitro: | Illing (Limbach-Oberfrohna) |

|  |           |                                                                   |
|  | Marcatori | 12’ F. Dongus 48’ Demann 53’, 73’ Zeller 70’, 90’ (rig.) Pankratz |

| Arbitro: | Wacker (Lehrensteinsfeld) |

|                   |           |  |
| Igwe 5’ Wilde 23’ | Marcatori |  |

## Statistiche

### Statistiche di squadra
| Competizione         | Punti | In casa | In casa | In casa | In casa | In casa | In casa | In trasferta | In trasferta | In trasferta | In trasferta | In trasferta | In trasferta | Totale | Totale | Totale | Totale | Totale | Totale | DR  |
| Competizione         | Punti | G       | V       | N       | P       | Gf      | Gs      | G            | V            | N            | P            | Gf           | Gs           | G      | V      | N      | P      | Gf     | Gs     | DR  |
| -------------------- | ----- | ------- | ------- | ------- | ------- | ------- | ------- | ------------ | ------------ | ------------ | ------------ | ------------ | ------------ | ------ | ------ | ------ | ------ | ------ | ------ | --- |
| Frauen-Bundesliga    | 26    | 11      | 4       | 3       | 4       | 15      | 18      | 11           | 3            | 2            | 6            | 14           | 22           | 22     | 7      | 5      | 10     | 29     | 40     | -11 |
| DFB-Pokal der Frauen | -     | -       | -       | -       | -       | -       | -       | 2            | 1            | 0            | 1            | 6            | 2            | 2      | 1      | 0      | 1      | 6      | 2      | +4  |
| Totale               | -     | 11      | 4       | 3       | 4       | 15      | 18      | 13           | 4            | 2            | 7            | 20           | 24           | 24     | 8      | 5      | 11     | 35     | 42     | -7  |

### Andamento in campionato
| Giornata  | 1 | 2 | 3  | 4 | 5  | 6 | 7 | 8 | 9 | 10 | 11 | 12 | 13 | 14 | 15 | 16 | 17 | 18 | 19 | 20 | 21 | 22 |
| --------- | - | - | -- | - | -- | - | - | - | - | -- | -- | -- | -- | -- | -- | -- | -- | -- | -- | -- | -- | -- |
| Luogo     | T | C | T  | C | T  | C | T | C | T | C  | T  | C  | T  | C  | T  | C  | T  | C  | T  | C  | T  | C  |
| Risultato | N | P | P  | V | P  | V | N | V | V | P  | P  | N  | P  | P  | V  | P  | P  | N  | V  | V  | P  | N  |
| Posizione | 4 | 9 | 10 | 9 | 10 | 7 | 7 | 7 | 6 | 6  | 7  | 6  | 6  | 8  | 7  | 8  | 8  | 8  | 6  | 6  | 6  | 6  |

Legenda:

Luogo: C = Casa; T = Trasferta. Risultato: V = Vittoria; N = Pareggio; P = Sconfitta.

### Statistiche delle giocatrici
| Giocatore     | Frauen-Bundesliga | Frauen-Bundesliga | Frauen-Bundesliga | Frauen-Bundesliga | DFB-Pokal der Frauen | DFB-Pokal der Frauen | DFB-Pokal der Frauen | DFB-Pokal der Frauen | Totale   | Totale | Totale      | Totale     |
| Giocatore     | Presenze          | Reti              | Ammonizioni       | Espulsioni        | Presenze             | Reti                 | Ammonizioni          | Espulsioni           | Presenze | Reti   | Ammonizioni | Espulsioni |
| ------------- | ----------------- | ----------------- | ----------------- | ----------------- | -------------------- | -------------------- | -------------------- | -------------------- | -------- | ------ | ----------- | ---------- |
| M. Beyrer     | 1                 | 0                 | 0                 | 0                 | -                    | -                    | -                    | -                    | 1        | 0      | 0           | 0          |
| T. Betz       | 17                | 1                 | 1                 | 0                 | 2                    | 0                    | 0                    | 0                    | 19       | 1      | 1           | 0          |
| S. Breitner   | 21                | 2                 | 6                 | 0                 | 1                    | 0                    | 0                    | 0                    | 22       | 2      | 6           | 0          |
| L. Bürger     | 13                | 0                 | 0                 | 0                 | 2                    | 0                    | 0                    | 0                    | 15       | 0      | 0           | 0          |
| S. Chojnowski | 17                | 4                 | 1                 | 0                 | -                    | -                    | -                    | -                    | 17       | 4      | 1           | 0          |
| K. Demann     | 22                | 4                 | 1                 | 0                 | 2                    | 1                    | 1                    | 0                    | 24       | 5      | 2           | 0          |
| F. Dongus     | 17                | 2                 | 8                 | 0                 | 2                    | 1                    | 0                    | 0                    | 19       | 3      | 8           | 0          |
| T. Dongus     | 22                | 0                 | 1                 | 0                 | 1                    | 0                    | 0                    | 0                    | 23       | 0      | 1           | 0          |
| E. Evels      | 10                | 3                 | 0                 | 0                 | -                    | -                    | -                    | -                    | 10       | 3      | 0           | 0          |
| A. Fühner     | 18                | 3                 | 1                 | 0                 | 2                    | 0                    | 0                    | 0                    | 20       | 3      | 1           | 0          |
| M. Giehl      | 2                 | 0                 | 0                 | 0                 | 2                    | 0                    | 0                    | 0                    | 4        | 0      | 0           | 0          |
| F. Harsch     | 2                 | 0                 | 0                 | 0                 | -                    | -                    | -                    | -                    | 2        | 0      | 0           | 0          |
| J. Kaiser     | 2                 | 0                 | 0                 | 0                 | -                    | -                    | -                    | -                    | 2        | 0      | 0           | 0          |
| L. Keilbach   | 4                 | 0                 | 0                 | 0                 | -                    | -                    | -                    | -                    | 4        | 0      | 0           | 0          |
| K. Kiel       | 6                 | 0                 | 1                 | 0                 | 2                    | 0                    | 0                    | 0                    | 8        | 0      | 1           | 0          |
| K. Kober      | 2                 | -2                | 0                 | 0                 | 1                    | 0                    | 0                    | 0                    | 3        | -2     | 0           | 0          |
| M. Moser      | 22                | 4                 | 0                 | 0                 | 2                    | 0                    | 0                    | 0                    | 24       | 4      | 0           | 0          |
| L. Pankratz   | 20                | 1                 | 0                 | 0                 | 2                    | 2                    | 0                    | 0                    | 22       | 3      | 0           | 0          |
| C. Schneider  | 5                 | 0                 | 1                 | 0                 | -                    | -                    | -                    | -                    | 5        | 0      | 1           | 0          |
| J. Steinert   | 14                | 1                 | 0                 | 0                 | 0                    | 0                    | 0                    | 0                    | 14       | 1      | 0           | 0          |
| S. Stoller    | 18                | 2                 | 2                 | 0                 | 2                    | 0                    | 0                    | 0                    | 20       | 2      | 2           | 0          |
| M. Tufeković  | 20                | -38               | 0                 | 0                 | 1                    | -2                   | 0                    | 0                    | 21       | -40    | 0           | 0          |
| J. Uhde       | -                 | -                 | -                 | -                 | -                    | -                    | -                    | -                    | -        | -      | -           | -          |
| V. Wahlen     | -                 | -                 | -                 | -                 | -                    | -                    | -                    | -                    | -        | -      | -           | -          |
| T. Waßmuth    | 1                 | 0                 | 0                 | 0                 | -                    | -                    | -                    | -                    | 1        | 0      | 0           | 0          |
| L. Weiss      | 12                | 0                 | 1                 | 0                 | 1                    | 0                    | 0                    | 0                    | 13       | 0      | 1           | 0          |
| A. Vetterlein | -                 | -                 | -                 | -                 | -                    | -                    | -                    | -                    | -        | -      | -           | -          |
| D. Zeller     | 17                | 2                 | 0                 | 0                 | 2                    | 2                    | 0                    | 0                    | 19       | 4      | 0           | 0          |